# Dawsonia beccarii
Dawsonia beccarii är en bladmossart som beskrevs av Brotherus och Geheeb 1896. Dawsonia beccarii ingår i släktet Dawsonia och familjen Polytrichaceae. Inga underarter finns listade i Catalogue of Life.